# イーデン・シェール
イーデン・シェール（Eden Sher, 1991年12月26日 - ）は、アメリカ合衆国カリフォルニア州ロサンゼルス出身の女優である。

## 主な出演作品
- ザ・ミドル 〜中流家族のフツーの幸せ シーズン3（スー・ヘック）
- ザ・ミドル 〜中流家族のフツーの幸せ シーズン2（スー・ヘック）
- ザ・ミドル 〜中流家族のフツーの幸せ シーズン1（スー・ヘック）
- Ｗｅｅｄｓ　～ママの秘密 シーズン2
- 悪魔バスター★スター・バタフライ（スター・バタフライ）-声の出演